# کلمن هاوکینز
از کُلمن هاوکینز (به انگلیسی: Coleman Hawkins) (زادهٔ ۲۱ نوامبر ۱۹۰۴ - درگذشتهٔ ۱۹ مه ۱۹۶۹) به عنوان پدر ساکسفون تنور یاد می‌شود. نخستین ساکسفونیست‌های مهم در موسیقی جَز از ساکسفون سوپرانو (سیدنی بشی) یا ساکسفون کلید C (فرانک ترامبائر) استفاده می‌کردند اما بعد از اینکه کلمن هاوکینز، ساکسفون تنور را به عنوان یک ساز محوری در جَز (همانند گیتار در راک اند رول) شناساند، ساکسفون‌های مذکور، محبوبیت خود را از دست دادند.
از دوران کودکی استعداد موسیقی سرشاری داشت. در سال ۱۹۲۲ میمی اسمیت او را کشف کرد. یک سال بعد هاکینز همکاری با فلچر هندرسن را آغاز کرد. او، ملقب به "هاوک" یا "Bean" طی ۱۱ سال فعالیتش در ارکستر فلچر هندرسون، (بین سال‌های ۱۹۲۳–۳۴) تقریباً بدون رقیب بود. در آنزمان سبک نواختنش به عنوان الگویی صحیح از نواختن ساکسفون، معرفی شده بود؛ ویبراتوی غلیظ، صدای زنگ دار قوی و حرارت بااحساس صدای سازش به همراه هوش هارمونیکش، هر نوازنده ای را مسحور خود می‌کرد.
در ۱۹۳۴ به اروپا رفت و در بسیاری از شهرهای اروپا کنسرت داد و صفحه پر کرد. در ۱۹۳۷ صفحه معروفی را با بنی کارتر و جنگو راینهارت و استفان گراپللی ضبط کرد. با آغاز جنگ جهانی دوم، بعد از ۵ سال اقامت در اروپا، در بازگشت به نیویورک، وقتی در یک کلاب شبانه با گروهش مشغول اجرا بودند، به اجبار تهیه‌کننده که از او درخواست کرده بود برای ضبط صفحه، یک قطعهٔ دیگر را اجرا کند، با بی میلی، آهنگی («بادی اند سول») را اجرا کرد که مسیر موسیقی جَز را برای همیشه تغییر داد. این قطعه، را می‌توان نقطهٔ اوج بداهه نوازی در جَز دانست. جملات مارپیچ گونهٔ هاوک، به‌خوبی بیانگر سبک آرپژ او در بداهه نوازی است که با اعتماد به نفس و تأمل او، تنش ایجاد می‌کنند. هاوکینز بعدها از پاساژهایش که تمایل به اوج گرفتن داشتند به عنوان گونه ای ارضای جنسی یاد کرد.
در ۱۹۴۴ با تلونیوس مانک و دیزی گیلیسپی صفحه‌ای ضبط کرد. نوآوری‌های لستر یانگ و چارلی پارکر در ۱۹۴۶ کارهای او را قدیمی جلوه می‌داد ولی هاکینز اهل تطبیق با جریانات جدید بود و در سال‌های بعد با کسانی مانند روی الدریچ و تلونیوس مانک و مکس روچ و جان کولترین و سانی رالینز همکاری کرد. در اوایل دههٔ ۱۹۶۰ با ارکستر دوک الینگتن نواخت.
اگرچه گرایش اصلی هاوکینز سبک سویینگ یا جز سنتی بود اما او تا قبل از مرگش در ۱۹۶۹ با نوارنده‌های بی باپ همکاری بسیاری داشت و بر روی بسیاری از آنها تأثیرگذار نیز بود.